# Estació d'Ulldecona - Alcanar - la Sénia
Ulldecona - Alcanar - la Sénia és una estació de ferrocarril propietat d'adif situada a l'est de la població d'Ulldecona a la comarca del Montsià. L'estació es troba a la línia Tarragona - Tortosa/Ulldecona i hi tenen parada trens de la línia R16 dels serveis regionals de Rodalies de Catalunya i la L7 del País Valencià, ambdues operades per Renfe Operadora.
Aquesta estació de la línia de Tortosa, tram inclòs al Corredor Mediterrani, va entrar en servei l'any 1865 quan va entrar en servei el tram construït per la Companyia Ferroviària d'Almansa a València i Tarragona (AVT) entre Benicàssim (1863) i Ulldecona.
L'any 2016 va registrar l'entrada de 30.000 passatgers.

## Serveis ferroviaris
| Serveis regionals de Rodalies de Catalunya |         |       |                   |                             |
| Procedència/Destinació                     | <       | Línia | >                 | Procedència/Destinació      |
| Vinaròs València-Nord                      | Vinaròs |       | L'Aldea - Amposta | Barcelona-Estació de França |
| València-Nord                              | Vinaròs |       | L'Aldea - Amposta | Tortosa                     |

## Fotografies

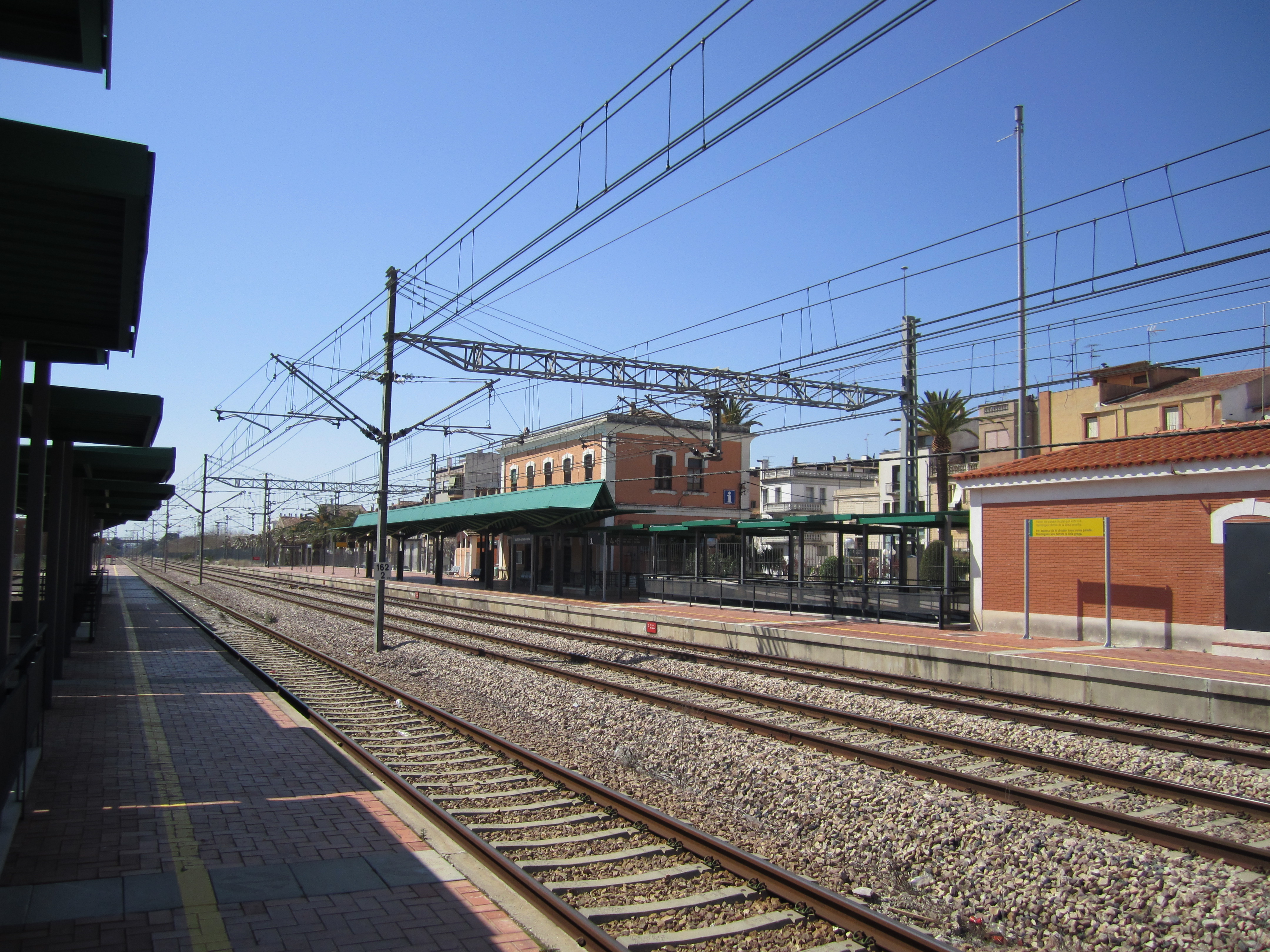
panoràmica des del nord
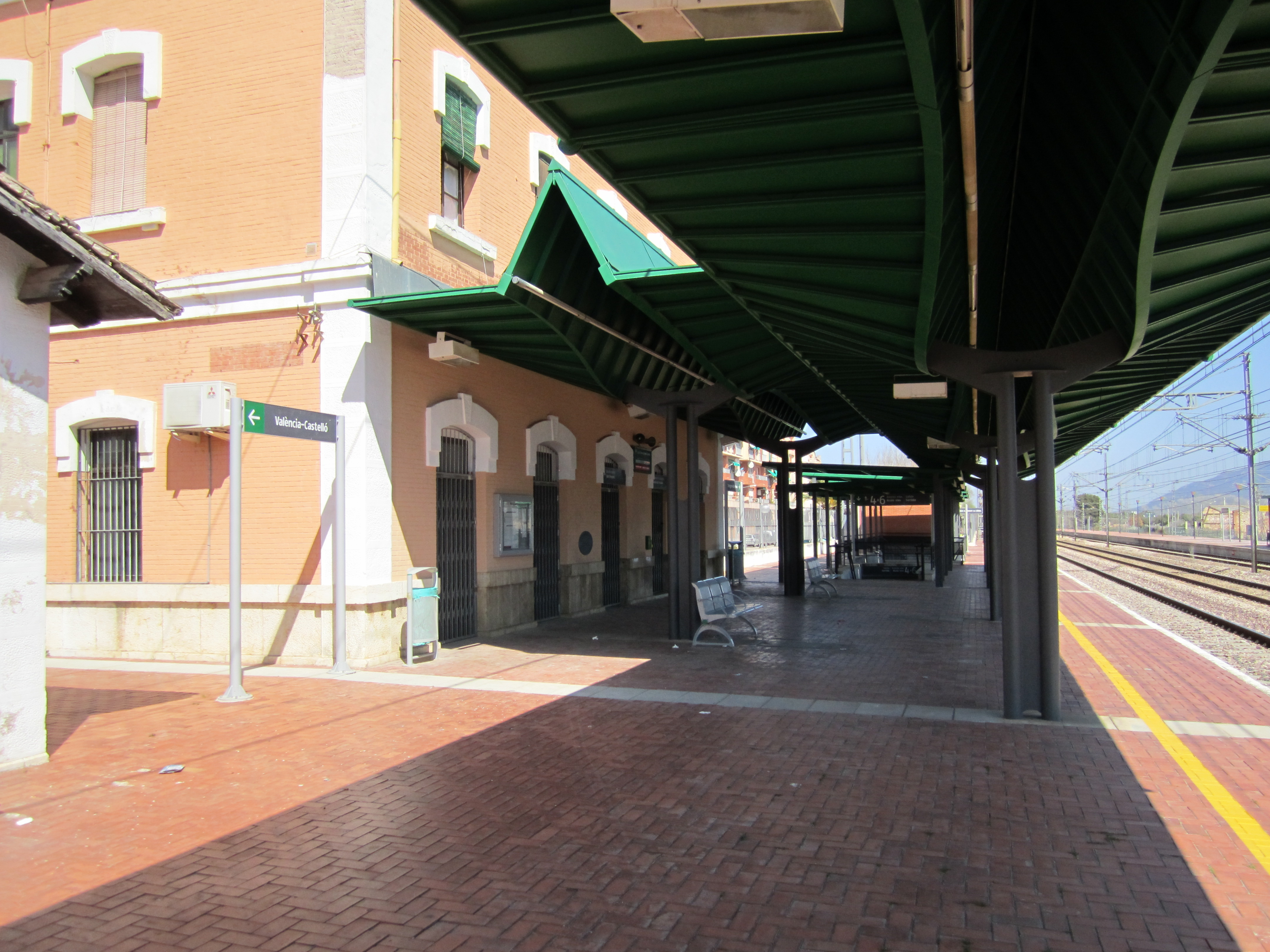
Edifici, amb ús compartit d'oficina municipal d'informació turística
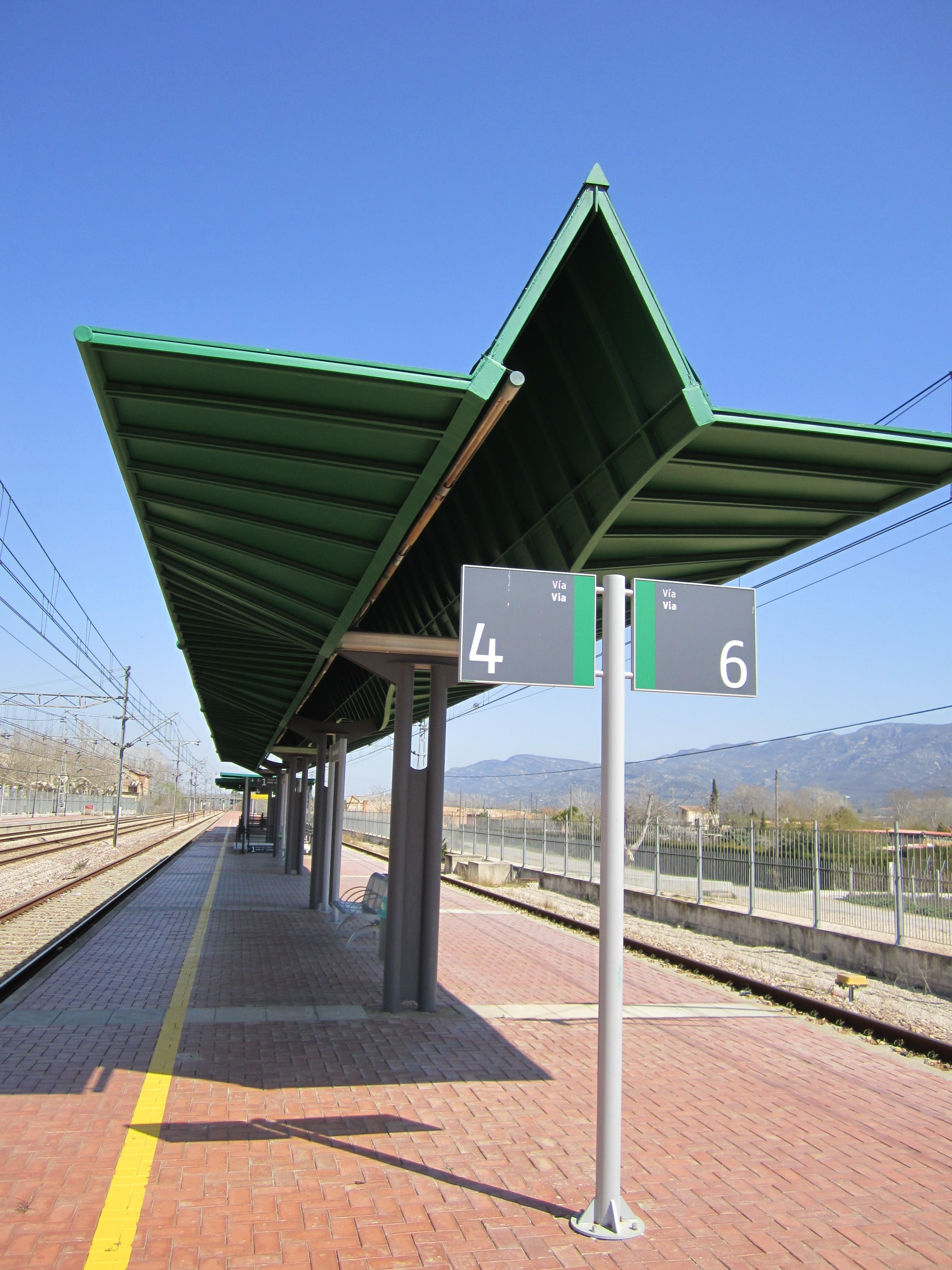
andana
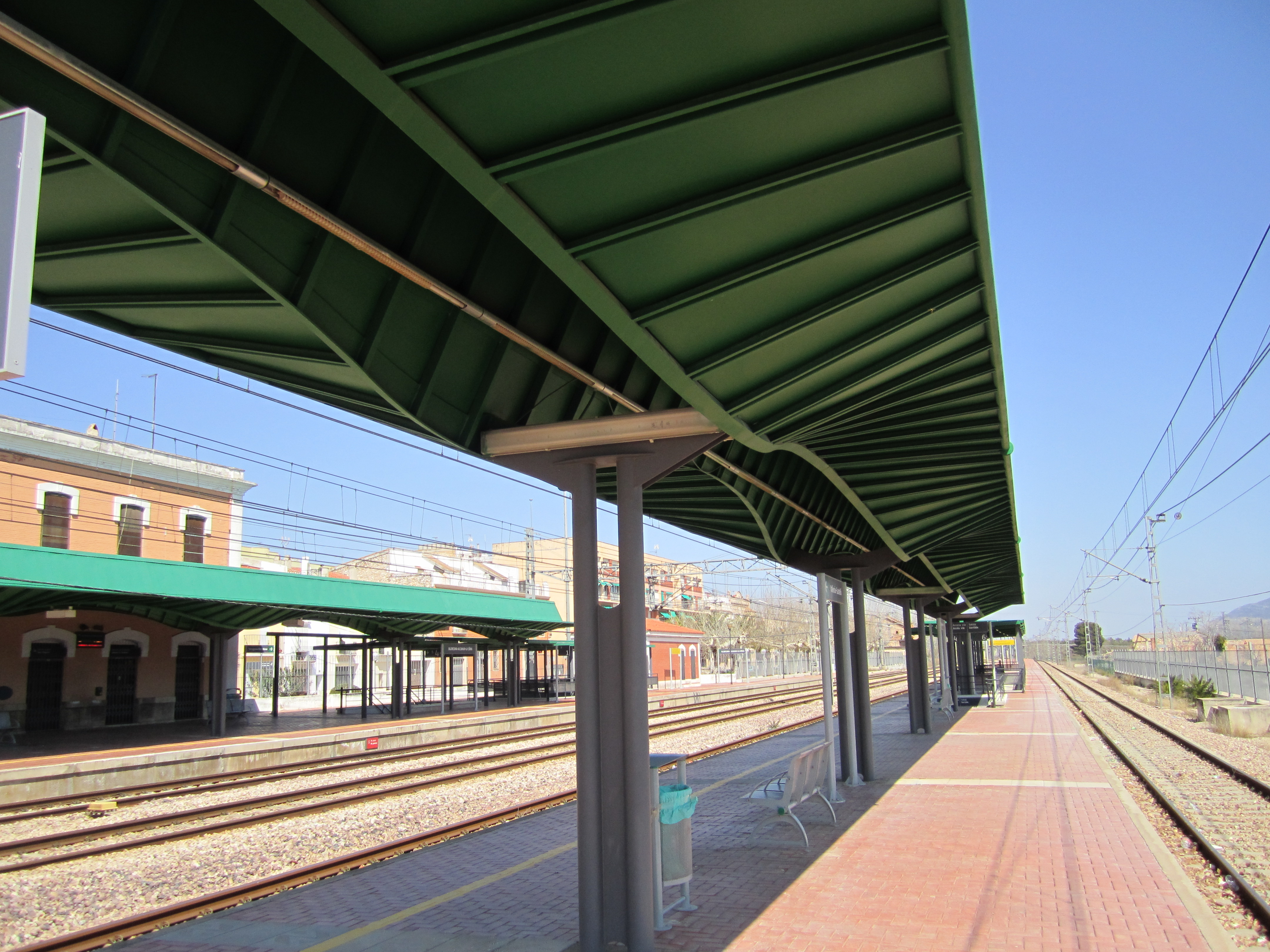
Detall de la coberta de l'andana